# Nils Nielsen
Nils Nielsen (3 novembre 1971) è un allenatore di calcio danese commissario tecnico della nazionale femminile di calcio del Giappone.

## Carriera
Nielsen, la cui carriera di calciatore è ben presto interrotta a causa di un grave infortunio alla schiena, decide di intraprendere il percorso per ottenere l'abilitazione ad allenare squadre di calcio. Per oltre 15 anni allena per le squadre di club, responsabile  tecnico nel FC København/KB dal 1995 al 2000, per passare poi al AaB Fodbold (2001-2002), Odense (2002), AB (2003-2007) e Brøndby (2008-2011).
Nel 2012 la federazione calcistica della Danimarca (Dansk Boldspil Union - DBU) gli affida la panchina della nazionale danese Under-18, incarico che mantiene fino all'anno seguente quando rileva il dimissionario Kenneth Heiner-Møller alla guida della nazionale maggiore femminile. La sua esperienza con il calcio femminile inizia con le qualificazioni al campionato mondiale di Canada 2015, con la Danimarca che inserita nel gruppo 3 si classifica al terzo posto fallendo il traguardo. Nel frattempo la squadra viene invitata alle edizioni 2014 e 2015 dell'Algarve Cup, dove la nazionale danese raggiunge in entrambe le occasioni il sesto posto.
Nella seconda parte del 2015 inizia il percorso che porterà alla qualificazione all'Europeo dei Paesi Bassi 2017. Inserita nel gruppo 4, si classifica al secondo posto dietro alla Svezia accedendo alla fase finale mentre invitata nuovamente all'Algarve Cup la squadra si classifica al settimo posto nell'edizione 2016 e al terzo in quella 2017.
Nella fase finale dell'Europeo olandese la Danimarca si rivela un outsider, superando al secondo posto il gruppo A dietro ai Paesi Bassi, battendo ai quarti di finale per 2-1 le campionesse in carica della Germania, in semifinale l'altra rivelazione del torneo, l'Austria, superata solo ai tiri di rigore, e venendo sconfitta dai Paesi Bassi in finale per 4-2, miglior risultato ottenuto dalla nazionale danese femminile nel torneo fino a quel momento. La prestazione gli procura una nomination come migliore allenatore di calcio femminile del mondo nello stesso anno. Tuttavia tre settimane più tardi decide di lasciare la responsabilità della nazionale femminile. Il bilancio della nazionale danese con Nielsen alla sua conduzione tecnica è di 26 vittorie su 57 incontri disputati, a cui si aggiungono 12 pareggi e 19 sconfitte, con 116 reti realizzate e 69 subite.
Nel 2018 decide di accettare la proposta della Federcalcio cinese per l'incarico di vice allenatore della formazione nazionale Under-20 femminile, squadra che dopo aver conquistato l'accesso al Mondiale di Francia 2018 di categoria viene eliminata dopo la fase a gironi dopo una vittoria, un pareggio e una sconfitta.
Dal 30 gennaio 2019 assume l'incarico di commissario tecnico della nazionale di calcio femminile della Svizzera, rilevando Martina Voss-Tecklenburg che aveva da tempo annunciato di trasferirsi alla Federcalcio tedesca, dirigendo la squadra nella sua prima partita ufficiale sulla panchina delle rossocrociate all'Algarve Cup 2019.
Nielsen, che inizialmente era sotto contratto fino al dicembre 2021, nel giugno 2020 decide per un prolungamento del contratto al 31 dicembre 2022, che nel caso dell'avvenuto accesso all'Europeo di Inghilterra 2022, inizialmente previsto per il 2021 ma poi slittato di un anno per le restrizioni dovute alla pandemia di COVID-19, si prolungherebbe anche in vista delle future qualificazioni al Mondiale di Australia e Nuova Zelanda 2023.